# Cephalocladia fulvicornis
Cephalocladia fulvicornis är en fjärilsart som beskrevs av Paul Dognin 1923. Cephalocladia fulvicornis ingår i släktet Cephalocladia och familjen Megalopygidae. Inga underarter finns listade i Catalogue of Life.